# マット・モールズ
マット・モールズ（Matt Moulds、1991年5月15日 - ）は、ニュージーランドのラグビーユニオン選手。

## プロフィール
- ニュージーランド・カイパラ出身[1]。
- ポジションはフッカー(HO)。
- 身長 188cm、体重 107kg
- 7人制ニュージーランド代表に選ばれたことがある[2]。

## 略歴
オタマテア高校卒業後、ノースランド、ブルーズ、ウスター・ウォリアーズ、グロスター、サンディエゴ・リージョンを経て、2024年、三菱重工相模原ダイナボアーズに加入。
2024年2月24日に行われたJAPAN RUGBY LEAGUE ONE第7節静岡ブルーレヴズ戦にて途中出場でリーグワン公式戦初出場を果たした。5月、退団。